# Letter to Washington
Letter to Washington – napisany w 1796 roku w Paryżu utwór Thomasa Paine'a, zawierający atak na osobę George'a Washingtona.
Mimo że w tym czasie Washington nie był tak popularny jak w okresie rewolucji amerykańskiej, list Paine'a wywołał lawinę krytyki ze strony federalistów. "Gazette of the United States" cytowała fragmenty listu, by udowodnić, że urodzony w Wielkiej Brytanii Paine nie jest prawdziwym Amerykaninem.